# 忠岡駅

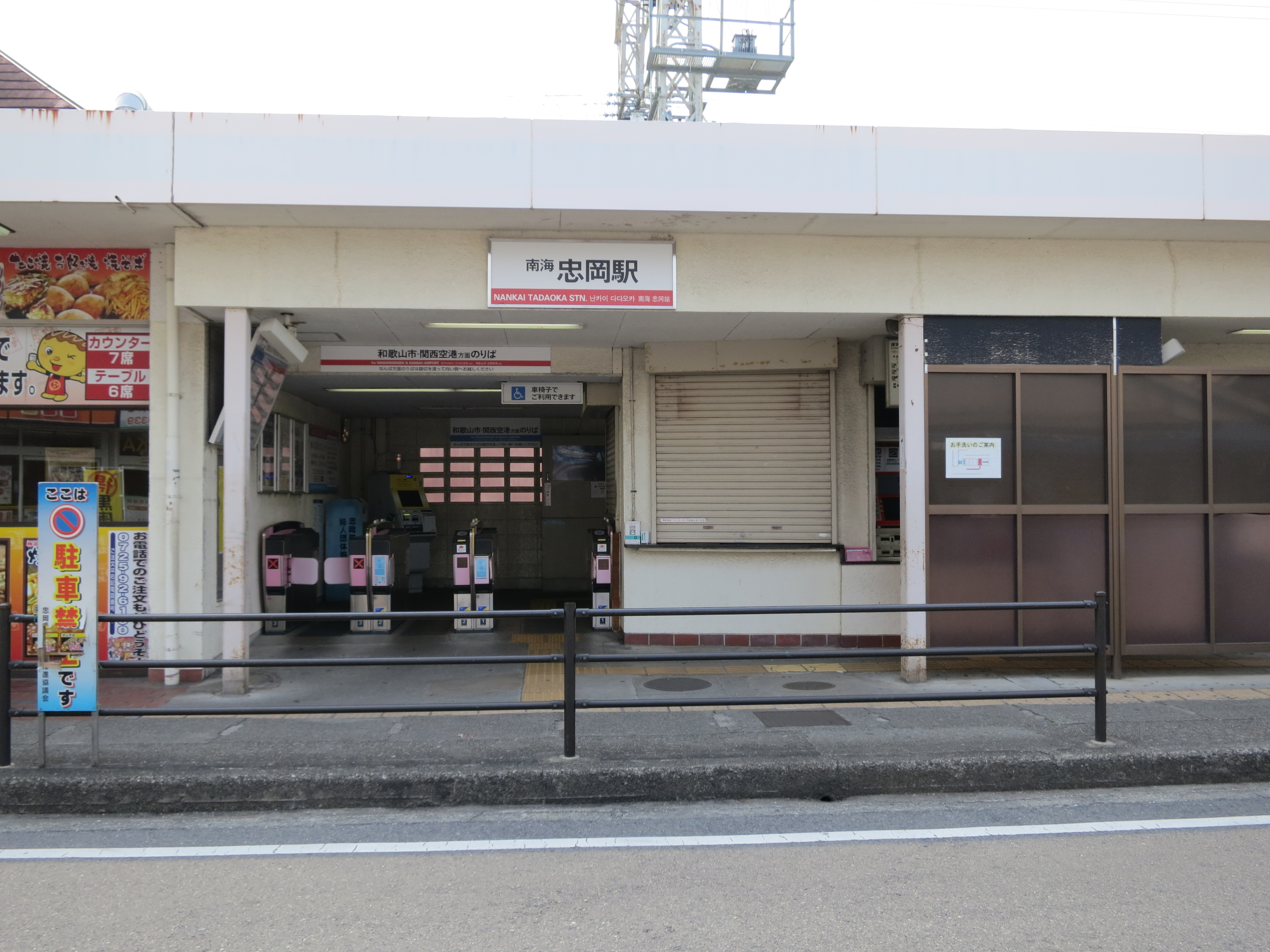
駅入口（和歌山市方面乗り場）

忠岡駅（ただおかえき）は、大阪府泉北郡忠岡町にある、南海電気鉄道南海本線の駅。駅番号はNK21。忠岡町唯一の鉄道駅である。

## 歴史
- 1925年（大正14年）7月11日：南海鉄道の大津駅（現・泉大津駅） - 春木駅間に新設。
- 1944年（昭和19年）6月1日：会社合併により近畿日本鉄道の駅となる。
- 1947年（昭和22年）6月1日：路線譲渡により南海電気鉄道の駅となる。
- 2012年（平成24年）4月1日 ：駅ナンバリングが導入され、使用を開始[1][2]。

## 駅構造

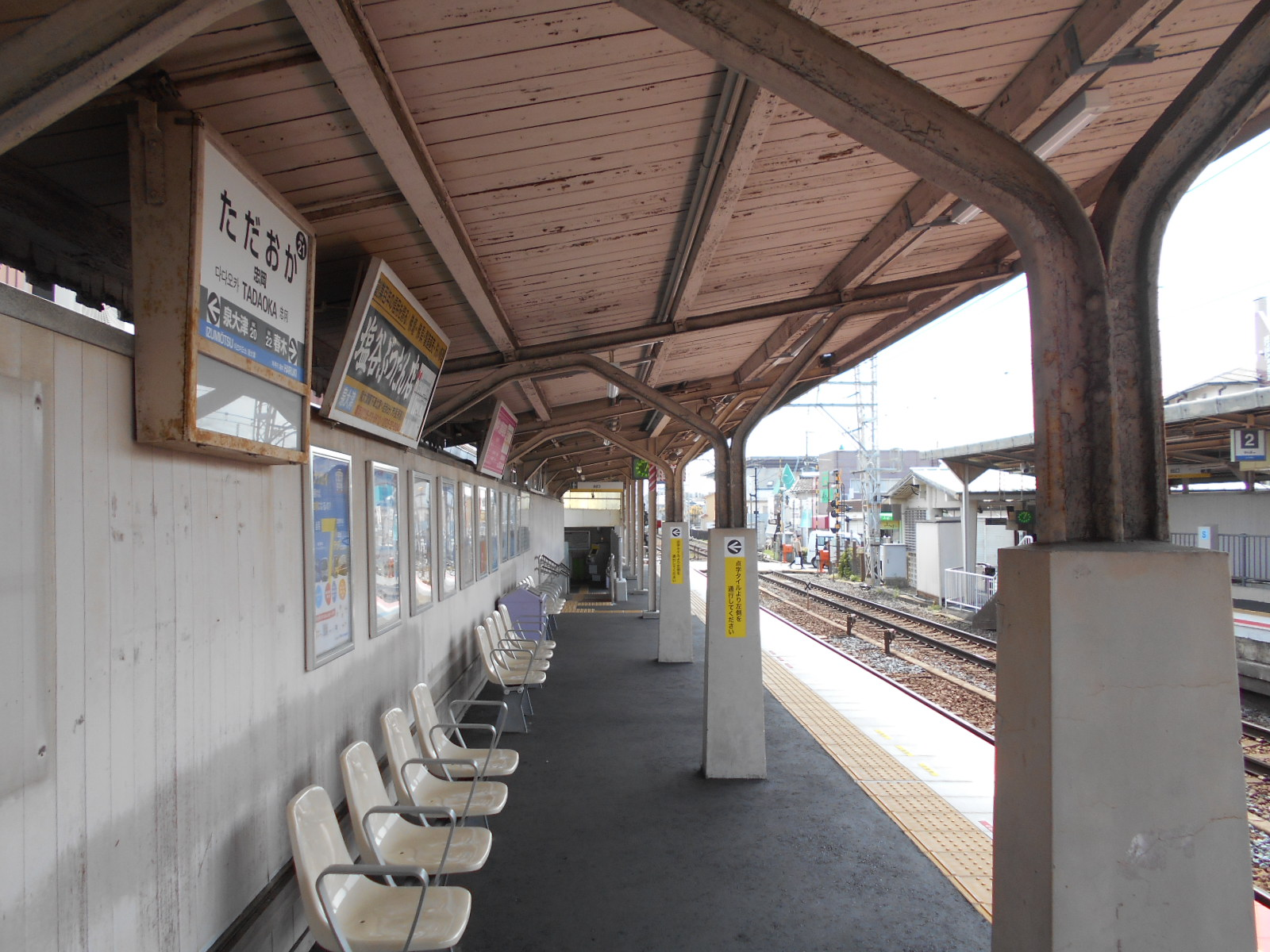
下り和歌山市方面行きホーム

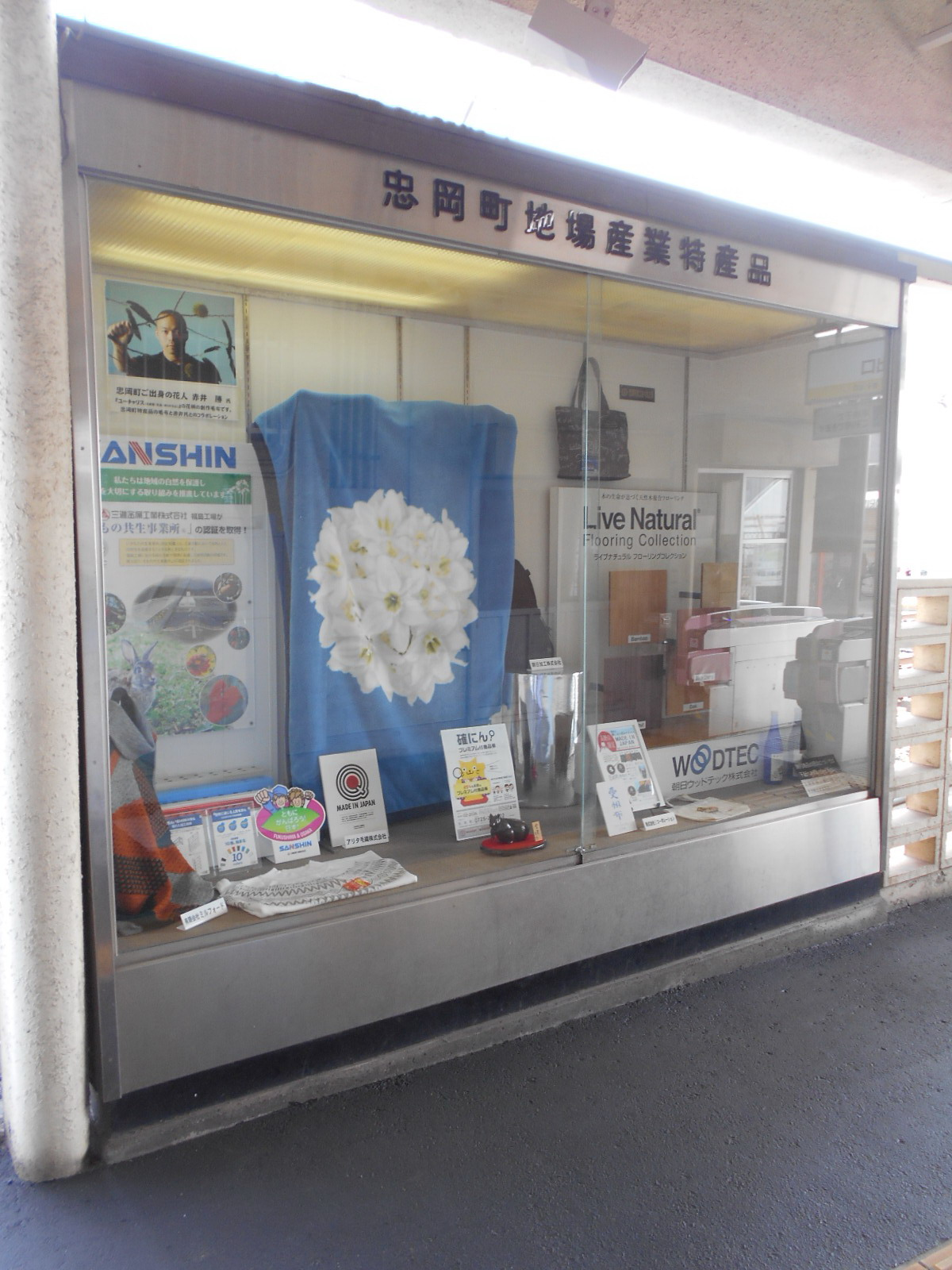
上り難波方面ホームの改札内にある町の特産品の展示コーナー

相対式2面2線のホームを持つ地平駅である。有効長は6両編成。改札はホームごとに独立しており、入場後のホーム同士の往復は不可能。改札口は各ホームの和歌山市駅寄りにある。なお、トイレは難波方面ホームにのみある。
和歌山市方面行ホームの駅舎にはじゃんぼ総本店がある。

### のりば
| のりば | 路線   | 方向 | 行先                   |
| ------ | ------ | ---- | ---------------------- |
| 1      | 南海線 | 下り | 関西空港・和歌山市方面 |
| 2      | 南海線 | 上り | なんば方面             |

## 利用状況
2019年（令和元年）次の1日平均乗降人員は9,346人（乗車人員：4,637人、降車人員：4,709人）である。
近年の1日平均乗降人員数は下表の通り。
| 年次               | 1日平均 乗降人員 | 順位 | 出典   |
| ------------------ | ---------------- | ---- | ------ |
| 2000年（平成12年） | 10,780           | -    | [ 4 ]  |
| 2001年（平成13年） | 10,497           | -    | [ 5 ]  |
| 2002年（平成14年） | 10,256           | -    | [ 6 ]  |
| 2003年（平成15年） | 9,910            | -    | [ 7 ]  |
| 2004年（平成16年） | 9,796            | 28位 | [ 8 ]  |
| 2005年（平成17年） | 9,779            | -    | [ 9 ]  |
| 2006年（平成18年） | 9,651            | -    | [ 10 ] |
| 2007年（平成19年） | 9,705            | -    | [ 11 ] |
| 2008年（平成20年） | 9,671            | -    | [ 12 ] |
| 2009年（平成21年） | 9,504            | -    | [ 13 ] |
| 2010年（平成22年） | 9,409            | -    | [ 14 ] |
| 2011年（平成23年） | 9,438            | 28位 | [ 15 ] |
| 2012年（平成24年） | 9,500            | -    | [ 16 ] |
| 2013年（平成25年） | 9,669            | 28位 | [ 17 ] |
| 2014年（平成26年） | 9,409            | 28位 | [ 18 ] |
| 2015年（平成27年） | 9,556            | 29位 | [ 19 ] |
| 2016年（平成28年） | 9,570            | 30位 | [ 20 ] |
| 2017年（平成29年） | 9,549            | 30位 | [ 21 ] |
| 2018年（平成30年） | 9,497            | 30位 | [ 22 ] |
| 2019年（令和元年） | 9,346            | 32位 | [ 23 ] |

## 駅周辺
駅の南の通りに各種店舗あり。以前あったジャンボスクエアとライフは閉店した。
- アプロプラス忠岡店 - 駅北方
- 忠岡郵便局 - 駅西方
- 忠岡町立忠岡中学校 - 駅東方

## 隣の駅
南海電気鉄道
 南海本線
■特急サザン・■急行・■空港急行・■区間急行
通過
■準急（難波行きのみ運転）・■普通
泉大津駅 (NK20) - 忠岡駅 (NK21) - 春木駅 (NK22)
- 括弧内は駅番号を示す。